# وینیفرد هالواچز
وینیفرد هالواچز (انگلیسی: Winifred Hallwachs; ۱۱ اکتبر ۱۹۵۴ –) دانشمند در زمینه بوم‌شناسی اهل ایالات متحده آمریکا بود. هالواچز به ایجاد و گسترش منطقه حفاظت شده گواناکاست (ACG) در شمال غربی کاستاریکا کمک کرد. کار هالواچز و همسرش دانیل اچ. جانزن، زیست‌شناس آمریکایی در ACG نمونه ای از حفاظت فراگیر در نظر گرفته می‌شود. با شروع کار در سال ۱۹۷۸، تحقیقات اولیه وینی هالواچز بر روی آگوتی آمریکای مرکزی به عنوان ذخیره کننده بذر و اثربخشی آنها به عنوان پخش کننده بذر گواپینول متمرکز شد. در آغاز در سال ۱۹۸۵، هالواچز و جانزن کار خود را برای احیای، گسترش، و حفاظت از جنگل‌های پهن‌برگ خشک حاره‌ای و نیمه‌حاره‌ای از طریق توسعه تنوع زیستی مورد تجدید نظر قرار دادند. آنها در سال ۱۹۸۹ به تأسیس انستیتو ملی دیورسیاد (INBio) کمک کردند، که هالواچز مشاور فنی آن بود، و ایجاد مشارکت‌های عمومی و خصوصی مانند قرارداد Merck-INBio را ترویج کردند. هالواچز و جانزن در سال ۱۹۹۷ صندوق حفاظت از جنگل خشک گواناکاست (GDFCF) را تأسیس کردند، و به ایجاد ACG در سال ۱۹۹۹ کمک کردند آنها در تمام سطوح آموزشی فعال بوده‌اند. حداقل هشت گونه حشره به نام Hallwachs نامگذاری شده‌است.

## زندگی
وینیفرد هالواچز در ۱۱ اکتبر ۱۹۵۴ به دنیا آمد. او در ایالت نیویورک و فیلادلفیا، پنسیلوانیا بزرگ شد. در سال ۱۹۷۶، هالواچز از دانشگاه پرینستون با مدرک کارشناسی در بیوشیمی فارغ‌التحصیل شد. بعد از پرینستون، یک سال را در سوئد گذراند. اولین سفر او به مناطق استوایی دیدار خواهرش در سپاه صلح در جمهوری آفریقای مرکزی بود.
سپس هالواچز به فیلادلفیا بازگشت، و در دوره «زیستگاه و ارگانیسم ها» دانیل جانزن در دانشگاه پنسیلوانیا ثبت نام کرد. این کلاس به تاریخ طبیعی برهم‌کنش مصرف‌کننده-منبع استوایی می‌پرداخت که اغلب برگرفته از تحقیقات جانزن در استان گواناکاسته، استانی در شمال غربی کاستاریکا است. هالواچز در سفر بعدی خود به کاستاریکا به عنوان داوطلب به جانزن پیوست و از سال ۱۹۷۸ با او همکاری کرده‌است.

## حرفه
هالواچز در گواناکاست، تعامل حیوان و گیاه را شناسایی کرد که در مرکز تحقیقات دکترای او قرار گرفت. هالواچز تحقیقات اولیه خود را بر روی آگوتی آمریکای مرکزی (Dasyprocta punctata) به عنوان ذخیره کننده و پراکنده کننده بذر گواپینول (Hymenaea courbaril: Leguminosae) و دیگر درختان جنگلی اولیه متمرکز کرد. آگوتیس‌ها جوندگان جنگلی به اندازه گربه خانگی هستند و گواپینول یک درخت سخت‌چوب است که دانه‌های بزرگ و سخت آن در ابتدا توسط مگافون استوایی منقرض شده پراکنده شده بودند. آن‌ها میوه‌ها را با قرقره‌های نخ تجهیز می‌کردند تا مسیر آگوتیس‌ها را تا انبارهای مخفی‌شان دنبال کنند. او هزاران ساعت از روز را صرف مشاهده آنها کرد و برای بیش از پنج سال اطلاعات جمع‌آوری کرد. : 133 
هالواچز نشان داد که آگوتیس با برداشت دانه‌هایی که در کف جنگل یافت می‌شوند و ترجیحاً دانه‌های بزرگ‌تر را در انبارهای کم عمق خارج از منطقه گیاه مادر دفن می‌کند، یک روش ضروری برای پراکندگی بذر ثانویه ارائه می‌کند. فرض بر این است که چنین گونه‌های گیاهی با حضور حیوانات پراکنده در طول زمان تکامل سازگار شده‌اند. هالواچز برای پاسخگویی به نیازهای طرح‌های توسعه تنوع زیستی، تکمیل دکترای خود را برای چند سال به تعویق انداخت. او سرانجام دکترای خود را در سال ۱۹۹۴ در دانشگاه کرنل با پاملا پارکر به عنوان مشاور پایان‌نامه خود به پایان رساند.
در سال ۱۹۸۵، با درک اینکه توسعه گسترده شهری در شمال غربی کاستاریکا به سرعت جنگلی را که در آن تحقیقات خود را انجام می‌دادند نابود می‌کرد، هالواچز و جانزن تمرکز کار خود را گسترش دادند. هدف آنها دستیابی به احیای جنگل‌های استوایی، گسترش (از طریق خرید زمین) و حفاظت بود، در حالی که تحقیقات علمی خود را در سطح کاهش یافته ادامه می‌دهند.
آنها از رویکردهای «توسعه تنوع زیستی» حمایت کردند که می‌تواند از ادغام اجتماعی انسان‌ها با محیط زیست و استفاده‌های غیر مخرب از تنوع زیستی حمایت کند. کار آنها در ACG به عنوان نمونه ای از حفاظت فراگیر در نظر گرفته می‌شود، که بر ارتباطات بین انسان و طبیعت در یک اکوسیستم و مشارکت افراد محلی در اهداف پایداری تأکید دارد.

## آموزش
هالواچز و جانزن در آموزش زیست شناسان مناطق گرمسیری آمریکای شمالی فعال بوده‌اند. در سال ۱۹۶۵، جانزن یک دوره هشت هفته ای را برای سازمان مطالعات گرمسیری طراحی کرد که توسط اکثر دانشجویان تحصیلات تکمیلی آمریکای شمالی در رشته زیست‌شناسی گرمسیری گذرانده شده‌است و همچنان تدریس می‌شود. در طول کلاس خود، دانشجویان در ACG میزبانی می‌شدند.